# 锦

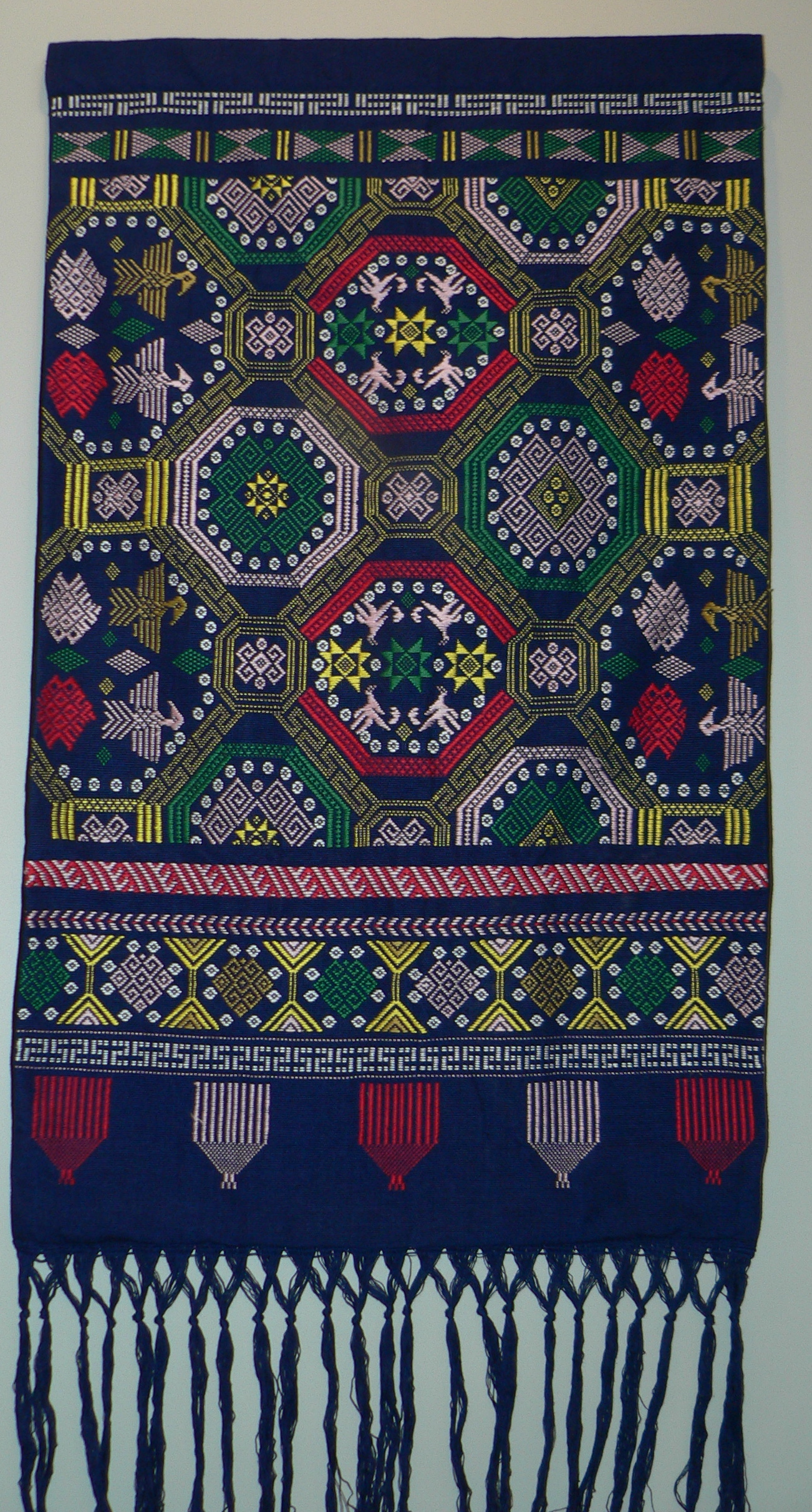
广西壮锦

锦，是以彩色的蚕丝用平纹或斜纹，织成多重或多层的各种花纹的丝织物。锦在西周时期就已经出现，是经二重的经绵形式。到了西汉，锦的织造技术提高成经线起花的平纹重经形式。唐朝，锦的织造技术达到鼎盛，从西方传播过来的纬锦逐渐取代中国旧有的经锦，成为主流的织造方式。